# Ethnien in Afghanistan

Ethnische Karte von Afghanistan

Afghanistan ist ein Vielvölkerstaat mit zahlreichen Ethnien.

## Ethnien

### Größere ethnische Gruppen
- Die mit etwa 52 %[2] größte und einflussreichste Ethnie in Afghanistan sind die Paschtunen, nach denen Afghanistan auch benannt ist (von persisch افغان Afghān). Seit der Gründung Afghanistans im 18. Jahrhundert prägen die Paschtunen das Land. Historisch waren sie Nomaden, heute sind jedoch die meisten Paschtunen sesshaft, sind aber in viele Stämme eingeteilt. Die bekanntesten sind die Durrani (Abdali) und die Ghilzai, die vor allem im Osten des Landes leben. Die Sprache der Paschtunen, das Paschtu, ist die häufigste Muttersprache, aber nicht die häufigste landesweit gesprochene Sprache, da mehrere Völker Dari-Persisch sprechen, dazu gehören Tadschiken, Hazara und Aimaken. Viele Paschtunen sprechen Persisch als Zweitsprache, jedoch sprechen nur wenige der anderen Völker Afghanistans Paschtu.

- Tadschiken sind in Afghanistan nicht genau definiert. Grundsätzlich werden alle Sunniten, die Dari-Persisch sprechen, keinem Stamm angehören und sich hauptsächlich über ihre Provinz identifizieren, als Tadschiken bezeichnet. Sie machen mit etwa 21 %[1] die zweitgrößte ethnolinguistische Gruppe aus und sind genau wie die Paschtunen in der Regel sunnitisch, was sie von den Hazara und den iranischen Persern unterscheidet, es gibt jedoch im Norden und Westen einige schiitische Tadschiken.[1] Die Tadschiken machen die Mehrheit der Stadtbevölkerung aus. Einige Tadschiken bezeichnen sich selbst als Farsiwan (Persischsprachige).[1]

- Die Hazara sprechen den persischen Dialekt Hazaragi und sind schiitisch. Sie machen etwa 11 %[3] der Bevölkerung aus. Sie haben eine mongolische Abstammung, man geht davon aus, dass sich mongolische Soldaten nach der Expansion im 13. Jh. in der Region niedergelassen haben und mit der schiitischen, persischen Bevölkerung vermischt haben. Diese mongolische Abstammung ist noch an einigen turko-mongolischen Lehnwörtern im Hazaragi-Dialekt sowie an dem mongoliden Aussehen der Hazara zu erkennen. Aufgrund der ethnischen Herkunft, Sprache und des schiitischen Glaubens sind sie immer wieder Opfer von Diskriminierung und Gewalt. Im Bürgerkrieg wurden einige Hazara gezielt von sunnitischen Islamisten getötet.[4] Viele Hazara sind ins Ausland geflüchtet, vor allem nach Iran, Pakistan und Europa. In den Zielländern werden sie ebenfalls häufig diskriminiert.[5]

- Die Usbeken sind mit rund 9 %[2] die größte turksprachige Ethnie Afghanistans und leben vor allem im Norden nahe Usbekistan.[1] Afghanistan hat die größte usbekische Bevölkerung nach Usbekistan.

### Kleinere ethnische Gruppen
- Die Turkmenen leben entlang der turkmenischen Grenze im Norden des Landes und machen etwa 2 %[2] der Bevölkerung aus. Sie sind sunnitisch. Einige Turkmenen, Usbeken, Kirgisen und Tadschiken sind in den 1920er Jahren wegen der stalinistischen Politik und der daraus folgenden Hungersnöte wegen der Zwangskollektivierung nach Afghanistan geflohen.[6] Viele leben direkt an der Grenze zu Turkmenistan.

- Die Belutschen leben im Süden des Landes, sprechen Belutschisch, machen 1 %[2] der Bevölkerung aus und sind sunnitisch. Einige sehnen sich nach einem belutschischen Nationalstaat mit den Belutschen in Pakistan[7] und in der Islamischen Republik Iran.

- Die Aimaken stellen ebenfalls eine bedeutende persischsprachige Minderheit dar, sind sunnitisch und bezeichnen sich häufig auch als Tadschiken oder Perser. Sie sind ebenfalls in zahlreiche Stämmen aufgeteilt, die im Westen und Zentrum des Landes in den Provinzen Ghor und Herat leben.

- Die Nuristani leben nordwestlich von Kabul.[1] Deren Sprachen (Kati, Ashkun u. a.) sind zwar indoiranisch, aber weder iranisch noch indoarisch. Es wird behauptet, sie seien die direkten Nachfahren der Griechen, die sich während des Indienfeldzugs Alexander des Großen in Nuristan niedergelassen haben. Diese These wird jedoch von verschiedenen Experten abgelehnt.[8][9][10][11][12] Da sie lange Zeit nicht muslimisch waren, wurden sie früher als Kafiren (persisch für ungläubig) bezeichnet.

- Die Paschai sind die größte indoarische Ethnie. Sie leben größtenteils im Osten Afghanistans und bezeichnen sich häufig selbst als Paschtunen, die eine spezielle Sprache sprechen.[13]

- Pamiri ist eine Sammelbezeichnung für einige ostiranische Völker im Pamirgebirge wie die Wakhi, Sanglechi, Shughni, Ishkamini, Munji oder Tangshewi. Deren Zahlen sind rückläufig, da zu wenig getan wird, um die Sprachen und Kulturen dieser Völker zu erhalten. Einige Sprachen sind gefährdet, da die Menschen Persisch oder Paschtu annehmen und an ihre Nachkommen weitergeben. Mit dem Aussterben der Sprache ist in der Regel auch die Grundlage der ethnischen Kultur dieser Völker in großer Gefahr.[14]

- Im Distrikt Wakhan leben einige kirgisische Nomaden, die faktisch von der Außenwelt isoliert sind.[15] Sie sind teilweise ebenfalls Flüchtlinge des Kommunismus nach der Russischen Revolution.[15]

- Es gibt zahlreiche weitere kleine turksprachige Gruppen wie die Kizilbasch, Kasachen, oder Afscharen, die nur eine geringe Zahl ausmachen. Sie leben teilweise nomadisch und werden teilweise zu anderen ethnischen Gruppen gezählt (zum Beispiel Kizilbasch zu den Tadschiken).[1]

- Die dravidischen Brahui leben vor allem im Süden mit den Belutschen zusammen.[1]

- Es existieren zudem weitere kleinere indoarische Völker. Die meisten Indoarier in Afghanistan sind sunnitisch, wobei es auch einige Sikhs und Hindus gibt.

### Bevölkerungsgruppen, deren Status umstritten ist
- Sadat werden in Afghanistan teilweise als eigenständige ethnische Gruppe, teilweise aber auch als Farsiwan, Hazara oder Araber anerkannt und nehmen einen Ehrenplatz ein. Die mehrheitlich in Balch und Kundus im Norden und in Nangarhar im Osten lebenden Sayyiden sind sunnitische Muslime, aber es gibt auch einige, darunter in der Provinz Bamiyan, die dem schiitischen Islam angehören. Diese werden oft als Sadat bezeichnet, ein Wort, das traditionell „im nördlichen Hedschas-Gebiet und in Britisch-Indien gleichermaßen auf die Nachfahren von Hasan und Hussein, (den ersten schiitischen Märtyrern) Söhnen von Ali und Enkeln von Mohammed, angewendet wurde“.[16]

- Das Kurdische Institut in Paris behauptet, in Afghanistan würde eine Anzahl von Nachfahren kurdischer Einwanderer leben.[17] Diese Aussagen lassen sich aber nicht unabhängig prüfen.

2017 waren 0,4 % der afghanischen Bevölkerung im Ausland geboren.

## Konflikte
Einige Bewohner Afghanistans fühlen sich unterdrückt und möchten nicht als „Afghanen“ (persisch für „Paschtunen“) bezeichnet werden. Eskaliert ist die Situation im Jahr 2018, als es elektrische Personalausweise mit dem Eintrag „Nationalität: Afghane“ geben sollte. Ethnische Konflikte spielen eine wichtige Rolle im Bürgerkrieg.
Viele Völker und Sprachen sind vom Aussterben bedroht. Beispiele sind Munji, Ormuri, Nuristani-Sprachen (Waigali u. a.), Pashai, Zebaki.